# Koeye Lake
Koeye Lake är en sjö i provinsen British Columbia i Kanada. Den ligger i Koeye River i Central Coast Regional District. Sjöns yta är 450 hektar och ligger 53 meter över havet. Största djuper är 63 meter. Koeye Lake är cirka 6,6 kilometer lång och med en skarp böj på mitten. Området kring sjön och Koeye River ligger i naturskyddsområdet Koeye Conservancy.